# Tom Wolfe
Thomas Kennerly Wolfe Jr., detto Tom (Richmond, 2 marzo 1930 – New York, 14 maggio 2018), è stato un saggista, giornalista, scrittore e critico d'arte statunitense.

## Biografia
La madre, Helen Perkins Hughes Wolfe, era una designer di giardini, mentre il padre, Thomas Kennerly Wolfe Sr. (1893-1972), era un agronomo ed editore del giornale The Southern Planter.
Wolfe studiò presso l'Università Yale ottenendo un PhD in American Studies. Il suo primo impiego come reporter fu presso lo Springfield Union (Massachusetts) nel 1957. Tre anni dopo fu assunto presso il The Washington Post e vi resta fino al 1962; in seguito si trasferisce al New York Herald Tribune. Scrive articoli anche per la rivista Esquire. È considerato uno dei padri del New Journalism, quella scuola di scrittura sbocciata negli anni Sessanta che adotta e adatta, nel giornalismo, stili ed espedienti mutuati dalla narrativa e dalla letteratura, aderendo a una scrittura più consona alle riviste che ai quotidiani per la sua lunghezza. L'innovativo stile, grazie a Wolfe, Truman Capote, Gay Talese, conobbe un'eccezionale fioritura e molti emulatori.
Nel 1965 pubblica il libro The Kandy-Kolored Tangerine-Flake Streamline Baby, composta dalla raccolta di alcuni suoi articoli. Anche il successivo The Pump House Gang è una raccolta di articoli. Nel 1970 pubblica Radical Chic & Mau-Mauing the Flak Catchers, un libro composto da due articoli già pubblicati sul New York Magazine, dove per la prima volta conia il termine radical chic. Nel corso del decennio pubblica altri libri, tra i quali The Painted Word (una forte critica verso il mondo dell'arte) e The Right Stuff, grazie al quale ha ottenuto il National Book Award. Il tono mordace dei suoi articoli, il suo linguaggio vivace e la penetrazione  psicologica degli ambienti sociali descritti, fanno di Tom Wolfe un personaggio famoso e apprezzato, uno tra i più grandi reporter americani.
Nel 1984 è premiato con il Premio Dos Passos; nel 1985 pubblica la prima stesura del libro The Bonfire of the Vanities, ma soltanto nel 1987 ne pubblica la versione definitiva, edita in Italia con il titolo Il falò delle vanità. Il libro ottiene enorme successo, e dallo stesso è realizzato l'omonimo film.
Nel 2006 è stato insignito del Jefferson Lecture in the Humanities, il più alto riconoscimento che il Governo federale degli Stati Uniti conferisce per particolari traguardi raggiunti nelle discipline umanistiche.
Wolfe è l'inventore di alcuni neologismi entrati a far parte del lessico inglese: radical chic, statusphere, the right stuff, the Me Decade, good ol' boy.
Nel 1989 ha teorizzato che l'unico modo per salvare il romanzo americano fosse quello di tornare al Realismo senza aver paura di utilizzare tecniche giornalistiche. Tesi sempre ribadita fino al 2013, aggiungendo il seguente argomento: «Il momento d'oro della letteratura americana, a mio avviso, è tra il 1893, anno in cui Stephen Crane scrisse Maggie ed il 1939, l'anno di Furore di John Steinbeck. Ovvio che sono stati scritti grandi romanzi sia prima che dopo, ma è quello il momento più fertile, con scrittori come Faulkner, Hemingway, Fitzgerald e Thomas Wolfe, attenti al realismo e al linguaggio. Dopo la seconda guerra mondiale l'influenza francese ha spostato l'attenzione sulla psicologia, facendo perdere gradualmente di realismo e distaccando l'attenzione dall'autenticità delle persone». 
Muore a Manhattan il 14 maggio 2018, a 88 anni, per le conseguenze di una polmonite.

## Opere

### Romanzi
- Il falò delle vanità (The Bonfire of the Vanities, 1987) - Mondadori
- Un uomo vero (A Man in Full, 1998) - Mondadori
- Io sono Charlotte Simmons (I Am Charlotte Simmons, 2004) - Mondadori
- Le ragioni del sangue (Back to Blood, 2012) - Mondadori

### Saggi
- La baby aerodinamica kolor karamella (The Kandy-Kolored Tangerine-Flake Streamline Baby, 1965) - Feltrinelli, 1969
- L'Acid Test al Rinfresko Elettriko (The Electric Kool-Aid Acid Test, 1968) - Feltrinelli, 1970
- The Pump House Gang (1968)
- Lo chic radicale e Mau-mauizzando i Parapalle (Radical Chic & Mau-Mauing the Flak Catchers 1970) - Rusconi. Ripubblicato nel 2005 da Castelvecchi con il titolo Radical chic: il fascino irresistibile dei rivoluzionari da salotto
- The New Journalism 1975
- Come ottenere il successo in arte (The Painted Word, 1975) - Allemandi
- Gente bene e tutti gli altri (Mauve Gloves & Madmen, Clutter & Vine, 1976) - Nuova Editoriale, 1978
- La stoffa giusta (The Right Stuff, 1979) - Mondadori
- In Our Time (1980)
- Maledetti architetti (From Bauhaus to Our House, 1981) - Bompiani
- The Purple Decades (1982)
- A caccia della bestia da un miliardo di piedi (Stalking the Billion-Footed Beast, 1989) - Leonardo
- La bestia umana (Hooking Up, 2000) - Mondadori
- The Kingdom of Speech, Little, Brown and Company, 2016, ISBN 978-0-316-40462-4. In lingua italiana: Il regno della parola (trad. di Irene Annoni), Giunti Editore, ISBN 978-88-09-84740-8

### Articoli giornalistici
- The Last American Hero Is Junior Johnson. Yes! (Esquire, Marzo 1965).
- Tiny Mummies! The True Story of the Ruler of 43rd Street's Land of the Walking Dead! (New York Herald-Tribune, 11 aprile 1965).
- Lost in the Whichy Thicket. (New York Herald-Tribune, 18 aprile 1965).
- The Birth of the New Journalism: Eyewitness Report by Tom Wolfe. (New York, 14 febbraio 1972).
- The New Journalism: A la Recherche des Whichy Thickets. (New York Magazine, 21 febbraio 1972).
- Why They Aren't Writing the Great American Novel Anymore. (Esquire, Dicembre 1972).
- Stalking the Billion-Footed Beast. (Harper's Magazine, Novembre 1989).
- Sorry, but Your Soul Just Died. (Forbes, 1996).
- Pell Mell. (The Atlantic Monthly, Novembre 2007).
- The Rich Have Feelings, Too. (Vanity Fair, Settembre 2009).